# Laudi
Le Laudi del cielo, del mare, della terra e degli eroi sono una serie di cinque libri di Gabriele D'Annunzio, che costituiscono un'opera poetica fra le più note dell'autore, in cui viene sviluppato il concetto di superomismo.

## Il progetto

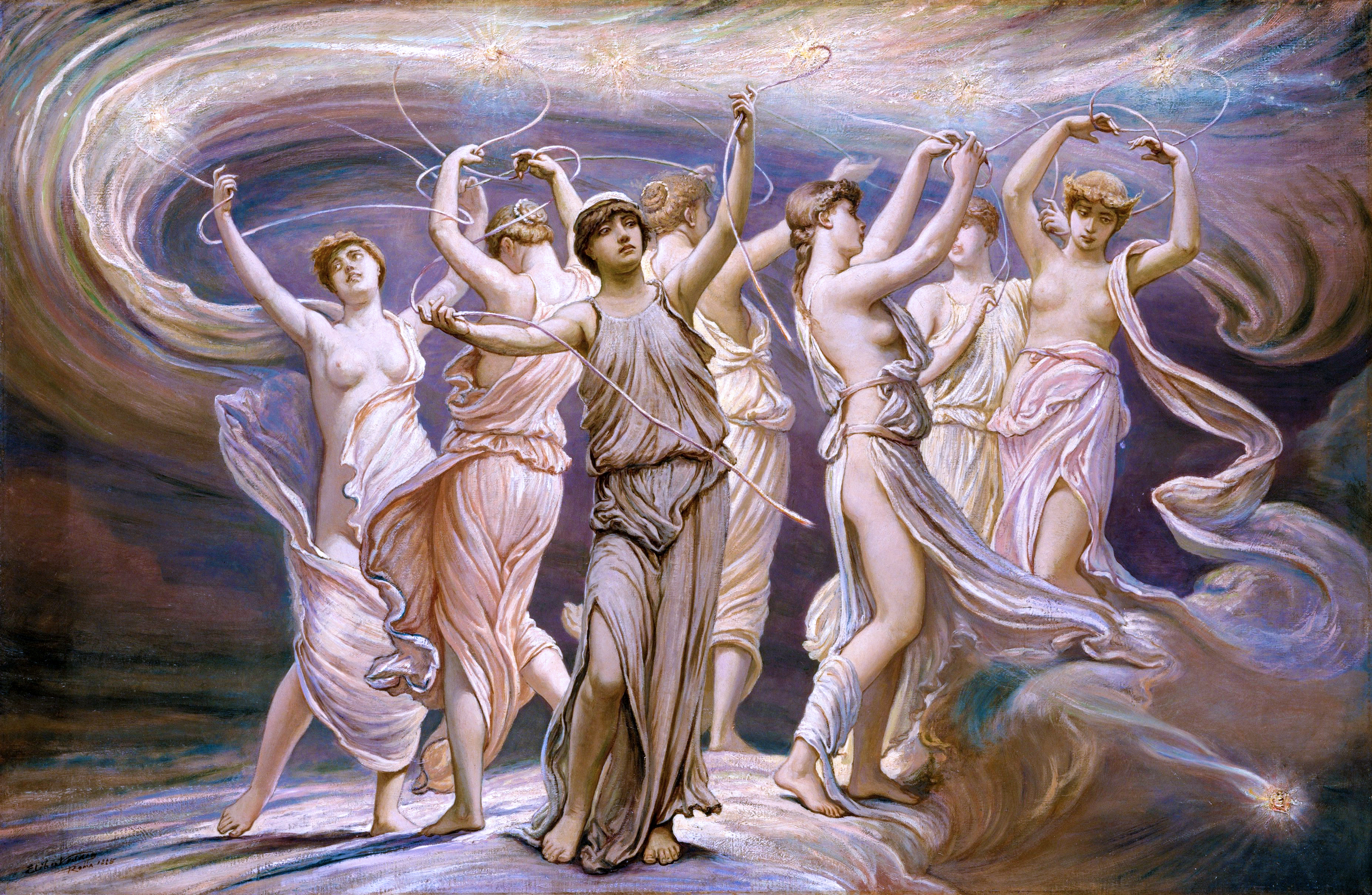
Le Pleiadi, opera di Elihu Vedder (1885)

Il progetto delle Laudi, realizzato solo in parte, prevedeva la produzione di sette libri, uno per ognuna delle mitiche Pleiadi. Le prime tre (Maia, Elettra e Alcyone) vennero pubblicate nel 1903, nonostante la loro stesura fosse iniziata già nel 1896. Il quarto libro, Merope, apparirà solo nel 1912 ed esprime l'esaltazione della guerra italo-turca iniziata l'anno precedente. Asterope fu così intitolato e aggiunto agli altri come quinto libro della serie dopo la morte del poeta e comprende canti dedicati alla celebrazione della Grande Guerra e altri postbellici incentrati sull'impresa di Fiume, espressione degli ideali bellicisti e nazionalisti che animavano il suo autore. Degli ultimi libri progettati, Taigete e Celeno, restano solo i titoli, dato che non furono nemmeno iniziati.

## Temi: estetismo esuperomismo
Il tema principale è il viaggio spirituale che porta alla fusione degli elementi dell'estetica decadente e la figura del superuomo nietzschiano. L'idea risente del viaggio in Grecia del poeta sul finire del secolo, che ispirò l'impalcatura con la conformazione del mito classico e della tragedia (con ispirazione dalla Nascita della tragedia di Nietzsche). La Grecia è vista nella sua forma primordiale e dionisiaca, dagli aspetti ferini e sublimi dei paesaggi, da rappresentare mediante la poesia la rinascita della civiltà italiana, nella forma culturale (teoria) e pratica, mediante le azioni di conquista. Non a caso, il primo '900 fu il periodo della guerra di Libia (1912) da parte dell'Italia.
L'intento principale del poeta è il riformare lo stile poetico, creando una nuova matrice moderna che abbia collegamenti capillari con il passato lirico dell'autore e con i modelli classici.
Il cosiddetto Laus vitae è il primo libro, in cui l'eroe dannunziano è incarnato nella figura di un "Ulisside" (riferimento a Omero), votato alla conoscenza, animato dal desiderio di scoperta di nuovi orizzonti poetici. La descrizione di tale figura è una palese dichiarazione di poetica, ove sono riassunti tutti i sistemi di cui fa uso il protagonista: il superomismo, convertito dell'elemento filosofico al poetico pratico, l'estetismo decadente il quale fa uso del superomismo per affermarsi, e la riscoperta dei valori tradizionali della cultura classica antica, ispirata allo studio di d'Annunzio della tragedia e alle esperienze del viaggio in Grecia. La celebrazione della "rinascita" del dio Pan e l'estasi dinanzi agli affreschi michelangioleschi della Cappella Sistina, sono il risultato della fusione pratica della modernità con l'elemento antico, celebrati dal poeta nel primo libro. Gabriele D'Annunzio inoltre dichiara anche la necessità di questa natura idilliaca e di tali valori per la società, in risposta al materialismo e all'industrializzazione delle città.

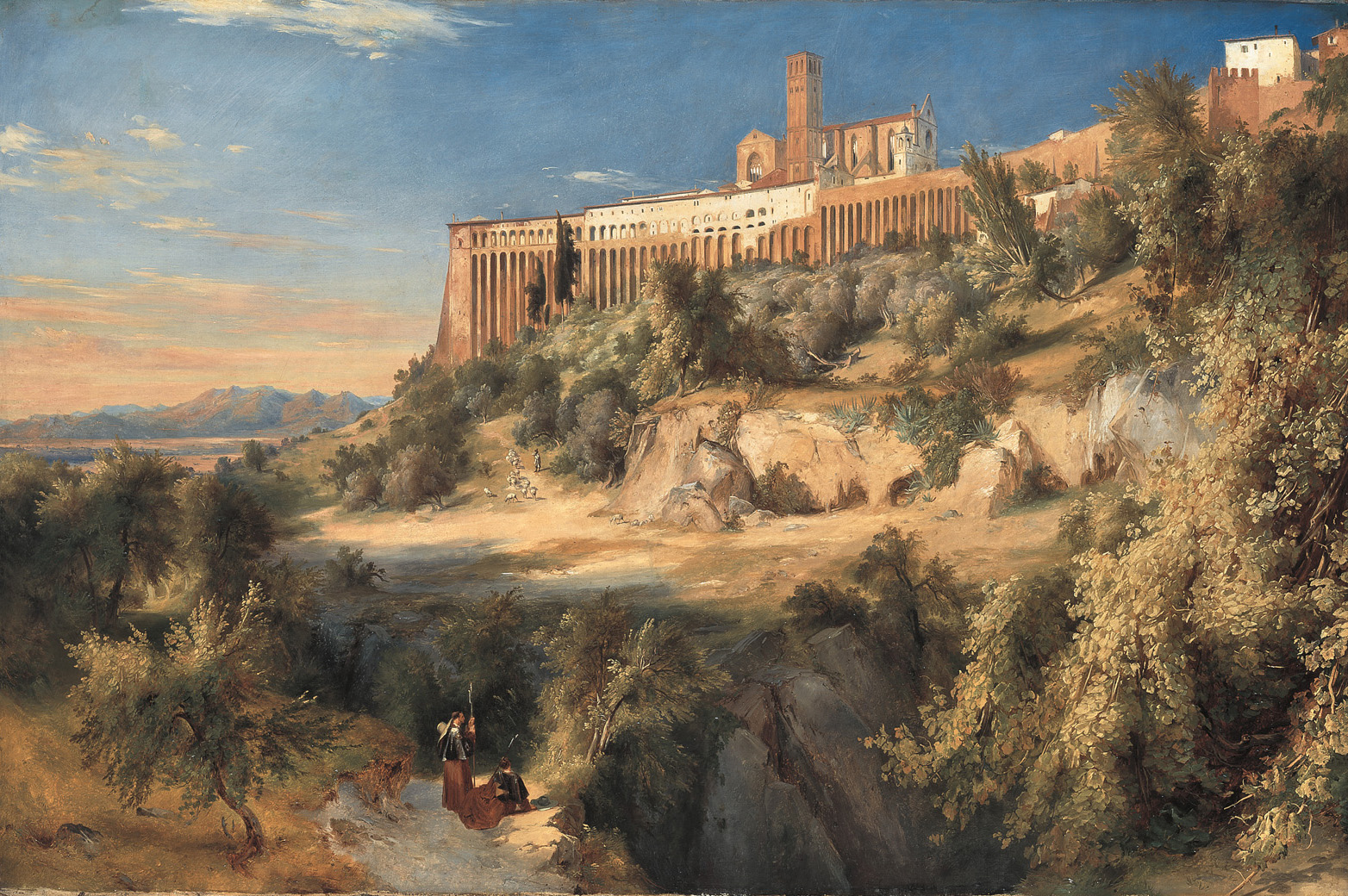
La Basilica di San Francesco di Assisi (descritta nella sezione "Città del Silenzio" di Elettra)

L'aura che avvolge i componimenti di Elettra è la presentazione della metamorfosi dell'Eroe dannunziano, non più un "Ulisside", ma una entità che ha pieno possesso della fusione esteta-superuomo, e che quindi ora è votato a nuove imprese di conquista e propaganda. Tali fenomeni, ancora coronati dal panismo e dalla fusione con la natura, anticiperanno la nuova visione futurista del poeta durante la Grande Guerra. La figura dell'Eroe è tracciata con elementi del romanticismo: un uomo enorme, superbo e solitario che ama i grandi spazi, pronto a risollevare le sorti dell'Italia con la cultura e soprattutto l'azione. Ciò si rispecchia nelle poesie Alle montagne, A Dante e al Re Giovine (Vittorio Emanuele III). Oltre ai componimenti politici, come questi, vi è anche la sezione delle poesie civili, come Per i marinai d'Italia morti in Cina - La notte di Caprera - A Roma. Particolare è il doppio ritratto dannunziano di Giuseppe Garibaldi: un uomo d'azione calcolatore e grande stratega, ma anche umile e mite nelle mura domestiche, chiaro riferimento di propaganda del buon cristiano, successivamente ripreso in era fascista. I canti civili bellici sono una "esterizzazione della storia", immagine italiana della dimensione ideale da rendere eterna con la poesia, e da prendere a modello per il futuro.
La seconda parte delle "Città del Silenzio" è un iter meditativo dell'Eroe dannunziano, nell'attesa di ricarica per andare alla conquista. Lo stile, prima pragmatico, chiaro e scorrevole, nella seconda parte è più riflessivo e pacato, rappresentato dalla forma chiusa e schematica del sonetto. Lo sperimentalismo di questa seconda sezione consiste in un progetto di abbandono del tipico stile ampolloso, per sperimentare uno nuovo che ha per protagonista il ricordo meditabondo, usando la tecnica di uno stile liturgico sacrale, in contrapposizione all'enfasi oratoria politica.
Il terzo libro di Alcyone è il più riuscito nell'intento del poeta di raggiungere le vette dello stile decadente. L'elemento celebrato è la perpetua comunione dell'uomo con la natura, come in La pioggia nel pineto. L'uomo è proteso verso il cosiddetto panismo, cioè la fusione con la natura, la trasformazione nello stato vegetale di una pianta o in quello di un paesaggio; si realizza così una completa immersione dell'uomo nel creato e non c'è più distinzione tra poeta e natura. Un fattore importante per tale trasformazione è la riattualizzazione del mito greco (esempio della metamorfosi di Dafne), che restituisce vitalità al mondo moderno. Questo mutamento può avvenire dunque solo grazie alla ripresa del mito, alla creazione dell'Eroe dannunziano (esteta-superuomo) e per mezzo finale dell'estrazione della parola nella poesia. Da qui la rivendicazione del privilegio artistico, mediante l'autocertificazione a diventare "Poeta Vate" della civiltà moderna, basandosi sugli eterni valori classici.
Le ultime due raccolte, Merope e Asterope hanno come riferimento la guerra di Libia (1912) e la prima guerra mondiale (1914-18). Lo stile tende all'enfasi oratoria. Occupano ampio spazio la descrizione minuta delle battaglie e i passi celebrativi - caratterizzati spesso in modo sacrale - per il commiato dei caduti.

## Composizione dell'opera

### Maia - Laus vitae
Il primo libro, Maia, fu composto nel 1903 e pubblicato nello stesso anno; è la mitizzazione del suo viaggio in Grecia, spunto per un'esaltazione panica della natura. Il sottotitolo, Laus Vitae, ne chiarisce i motivi ispiratori: una vitalistica celebrazione dell'energia vitale ed un naturalismo pagano impreziosito dai riferimenti classici e mitologici. Contiene diverse liriche famose come l'Inno alla vita, l'Annunzio, il Canto amèbeo della guerra, la Preghiera alla Madre Immortale e La quadriga imperiale. Il tema principale è quello del superuomo e artista perfetto, incarnato nel poeta stesso, profeta di un nuovo mito.

### Elettra
Il secondo libro, Elettra, composto tra il 1899 e il 1902 e pubblicato nel 1903, è dedicato al mito del superuomo nell'arte e nell'eroismo universale. Segna anche la nascita del nazionalismo dannunziano. D'Annunzio stesso rimane in genere in secondo piano e diviene il cantore degli eroi immortali: nelle prime due parti celebra principalmente gli eroi della patria (La notte di Caprera dedicata a Garibaldi), in cui l'Italia viene trasformata nella "supernazione", proprio come il poeta è diventato "superuomo", e dell'arte (A Dante, Per la morte di Giuseppe Verdi, ma anche le liriche dedicate a Victor Hugo e a Nietzsche); nella terza parte, i "Canti della ricordanza e dell'aspettazione", sono cantate venticinque "Città del silenzio" (Ferrara, Ravenna, Pisa, ecc.), simbolo del passato glorioso dell'Italia; nella quarta si trovano il Canto di festa per Calendimaggio e, in chiusura, il famoso Canto augurale per la Nazione eletta, che infiammò di entusiasmo i nazionalisti.

### Alcyone
Il terzo libro, Alcyone, fu pubblicato assieme al secondo e contiene per acquisito giudizio il meglio del D'Annunzio poeta (La pioggia nel pineto, La sera fiesolana, Stabat nuda Aestas, I pastori, Meriggio, Le stirpi canore, La tenzone e vari "ditirambi"). Esso è un unico e vasto poema solare, che raffigura l'estate trascorsa dal poeta con la compagna Ermione (Eleonora Duse) sulla costa della Versilia. In essa il superuomo si fonde totalmente con la natura, divenendone parte ("panismo dannunziano").

### Merope (Canti della guerra d'oltremare)
Il quarto libro, Merope, raccoglie i canti celebrativi della conquista della Libia e della guerra italo-turca nel Dodecaneso, composti ad Arcachon, e pubblicati dapprima sul Corriere della Sera e poi in volume nel 1912. Si tratta di una nuova divagazione sul tema patriottico e nazionalista e sul mito di Roma. Nota è La canzone dei Dardanelli, inizialmente censurata per alcuni versi ritenuti offensivi verso l'imperatore Francesco Giuseppe d'Austria.

### Asterope (Canti della guerra latina)
Il quinto libro, incluso nelle Laudi dopo la morte di D'Annunzio, fu in realtà  concepito e pubblicato a sé stante nel 1933 col titolo Canti della guerra latina. Racconta l'esperienza del poeta nella prima guerra mondiale e le imprese compiute dagli italiani per il completamento dell'Unità d'Italia contro l'Austria. L'ultima parte è dedicata all'impresa di D'Annunzio come Comandante a Fiume della Reggenza italiana del Carnaro.
In essa si trova la famosa lirica La canzone del Quarnaro, celebrazione della beffa di Buccari a cui aveva partecipato lo stesso poeta nel febbraio del 1918.

## L’anticristianesimo delleLaudidannunziane
Al ciclo dannunziano delle Laudi del cielo, del mare, della terra e degli eroi  fanno da proemio i canti Alle Pleiadi e ai fati e L’annunzio, inseriti nel vol.1 in cui è presente il libro primo Maia: vi troviamo, oltre al mito di Ulisse, l’esaltazione panica e anticristiana.

Già il titolo si pone in collegamento con le Laudi (dal latino laus, lode) medievali francescane, ma in un evidente contrasto rispetto ai contenuti di spiritualità cristiana, esplicitando l’anticristianesimo nel rifiuto del Crocifisso.

qual dallo scoglio il peregrin d’Inferno 

con le pupille di martìri esperte
vider tristo crollarsi per l’interno

della fiamma cornuta che si feo 

voce d’eroe santissima in eterno. 

“Né dolcezza di figlio...„ O Galileo,

men vali tu che nel dantesco fuoco

il piloto re d’Itaca Odisseo.

Troppo il tuo verbo al paragone è fioco

e debile il tuo gesto. Eccita i forti

quei che forò la gola al molle proco.»
(Laudi, Alle Pleiadi e ai fati , 7-18)
L’antitesi diviene ancora più esplicita nell'esaltazione di Pan, divinità dell'antica Grecia che il poeta chiama ”Signore”.

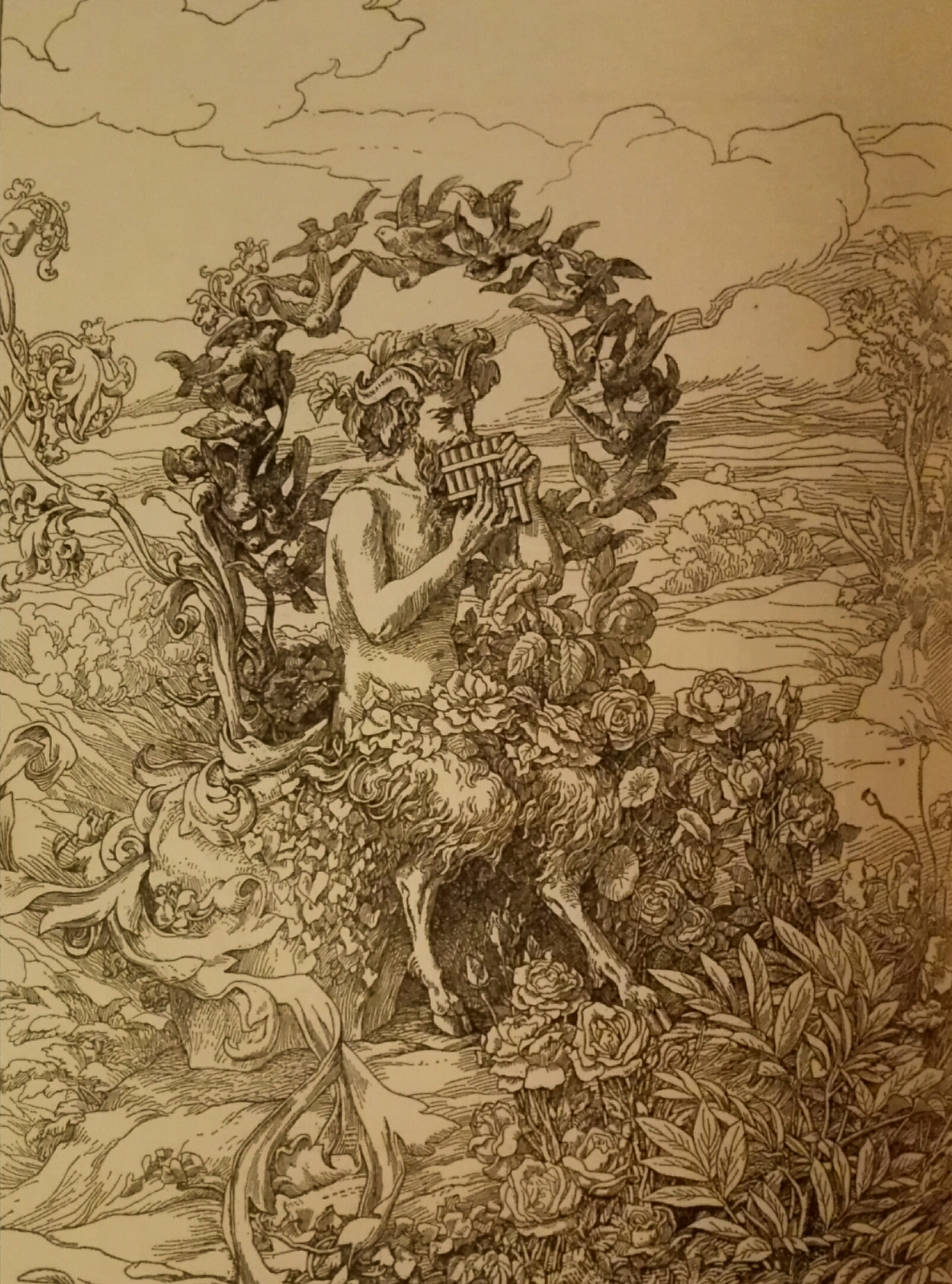
Illustrazione di Giuseppe Cellini nel proemio "L'Annunzio", volume 1 delle "Laudi del cielo, del mare, della terra e degli eroi" di Gabriele D'Annunzio, Treves editore, 1903.

E il terrore sacro si propagò ai confini

dell’Universo. Ma gli uomini non tremarono, chini

sotto le consuete onte.

Tutte le creature udirono la voce

vivente; ma non gli uomini cui l’ombra d’una croce

umiliò la fronte.

Ed io, che l’udii solo, stetti con le tremanti

creature muto. E il dio mi disse: “O tu che canti,

io son l’Eterna Fonte.

Canta le mie laudi eterne.„ Parvemi ch’io morissi

e ch’io rinascessi. O Morte, o Vita, o Eternità! E dissi:

“Canterò, Signore.„»
(Laudi, L'annunzio ,124-136)
di rosse chiome gittata

sarà nelle oscure favisse

del Campidoglio, e finito

nel mondo il suo regno per sempre.
E quella sua vergine madre,

vestita di cupa doglianza,

solcata di lacrime il vólto,

trafitta il cuore da spade

immote con l’else deserte,

si dissolverà come nube

innanzi alla Dea ritornante 

dal florido mare onde nacque»
(Laudi, Maia, 8249-8261)